# Мавретанија
Мавретанија или Мауретанија (лат. Mauretania) је у античко доба био назив прво за берберску краљевину која се простирала уз медитеранску обалу северне Африке, на територији данашњег западног Алжира и северног Марока.
Римски цар Клаудије је 44. године претворио Мавретанију у једну од провинција царства. Клаудије је територију краљевине поделио у две провинције, Мавретанију Тингитану (Mauretania Tingitana) и Мавретанију Цезаријензис (Mauretania Caesariensis) и линија разграничења ишла је реком Мулија, неких 60km од данашњег Орана. Локална племена, која су Грци и Римљани звали Маврима, задржали су своје племенске старешине које су римске власти називале краљевима. Романизација је ипак ухватила корена и код маварске аристократије и Макрин, припадник коњаничког сталежа, је 217. закратко успео да се наметне за цара. Диоклецијан је у време својих реформи провинцијског система 293. од територије Мавретаније Цезарензис отцепио њен источни део и створио провинцију Мавретанија Ситифензис (Mauretania Sitifensis).
У 4. веку, Мавретанија Тингитана је потчињена дијецези Хиспанија и самим тим и префектури Галија, а преостале две провинције дијецези Африка и преко ње и префектури Италије и Африке. У погледу верске историје, Римско царство је помогло ширењу источњачких религија и у Мавретанији. Главни град провинције Цезарензис, Цезареја имала је бројну јеврејску заједницу почетком 4. века, док су римски војници у Ситифиду подигли светилишта персијском богу Митри. Најзад, у 4. и 5. веку у Мавретанији се раширило хришћанство.
Најзад, 429. године у Мавретанију су из Хиспаније прешли Вандали и Алани и кренули у освајање богатијих крајева око Картагине. Мавретанија је све до 476. била формално део Западног римског царства, а након тога у њој је обновљена власт локалних владара маварских племена. Приобаље Мавретаније заузели су 534. Византинци након Велизаровог освајања Вандалске краљевине. Мавретански средоземни градови били су потом под управом византијског префекта Африке, а од краја 6. века и егзарха. Између 687. и 711. Мавретанија је освојена од стране муслиманских Арапа.